# Membranipora parasavartii
Membranipora parasavartii är en mossdjursart som beskrevs av Liu 1999. Membranipora parasavartii ingår i släktet Membranipora och familjen Membraniporidae. Inga underarter finns listade i Catalogue of Life.